# Dubai Sports City

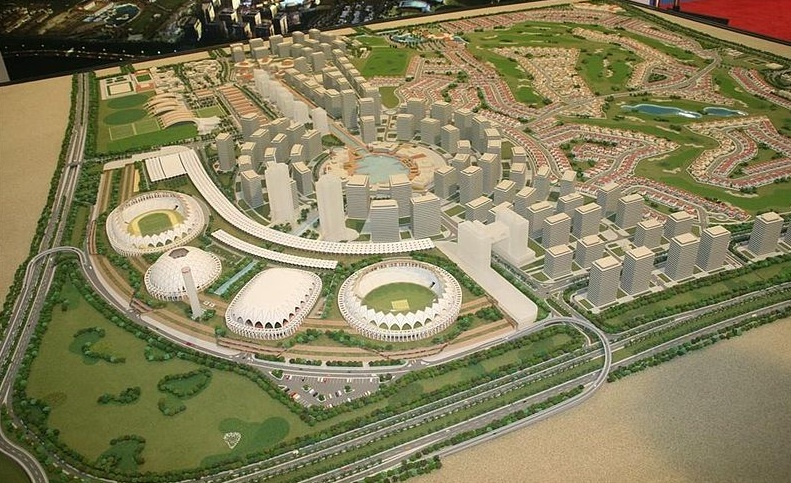

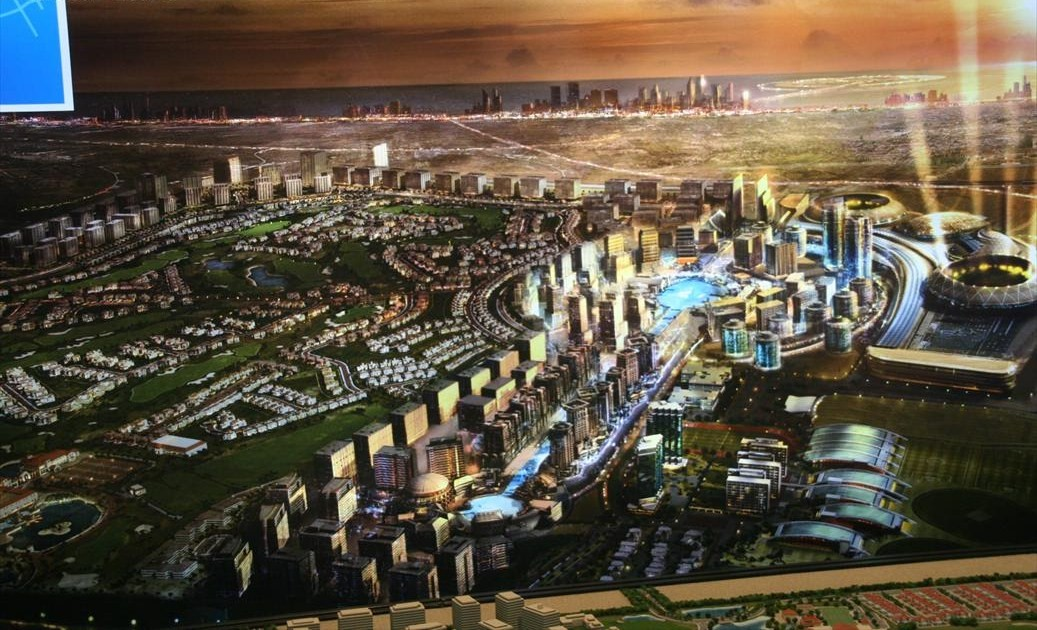

Dubai Sports City is een onderdeel van Dubailand. Het is in 2012 nog in aanbouw en bevat:
- appartementen/kantoren
- golfbaan
- villa's
- stadion met 60.000 stoelen voor atletiek, cricket en voetbal
- stadion met 25.000 stoelen voor cricket
- stadion met 10.000 stoelen voor indoor sporten
- stadion met 5.000 stoelen voor hockey

Van deze gebouwen zijn de villa's, het Cricketstadion, sommige appartementen/kantoren en de golfbaan af. Dubai Sports City kost in totaal vier miljard USD en het beslaat 4,6 km².
In 2024 is besloten dat het gebied hernoemd zal worden naar Al Hebiah Fourth.